# Puccinellia feekesiana
Puccinellia feekesiana là một loài thực vật có hoa trong họ Hòa thảo. Loài này được Jansen & Wacht. miêu tả khoa học đầu tiên năm 1951.